# جان بيير جينيه
جان بيير جينيه (بالفرنسية: Jean-Pierre Genet)‏ ولد بتاريخ 24 أكتوبر 1940 في بريست، فرنسا، وتوفي في 15 مارس 2005 في لوكتودي، فرنسا، كان دراج فرنسي في صنف سباق الدراجات على الطريق.

## سجل النتائج

### سباقات أو مراحل فاز بها
- طواف فرنسا

## وصلات خارجية
- الموقع الرسمي

## روابط خارجية
- جان بيير جينيه على موقع أرشيف الدراجات (الإنجليزية)
- جان بيير جينيه على موقع إحصائيات الدراجات الإحترافية (الإنجليزية)